# Order Zasługi (Rumunia)
Order Zasługi (rum. Ordinul Pentru Merit) – odznaczenie rumuńskie, nadawane od 5 czerwca 1931 pod nazwą Odznaka Honorowa „Za Zasługi” (Semnul Onorific „Pentru Merit”), od 1937 przemianowane na Order „Za Zasługi” (Ordinul „Pentru Merit”), 30 grudnia 1947 zniesiony przez władze komunistyczne, restytuowany 7 kwietnia 2000 pod nazwą Order Narodowy Zasługi (Ordinul Național Pentru Merit), jako trzecie w kolejności starszeństwa odznaczenie państwowe.

## Lata 1931–1947
Order limitowany był do 280 obywateli rumuńskich i 140 cudzoziemców:
- I klasa – Krzyż Wielki (Mare Cruce);
- II klasa – Komandor (Comandor);
- III klasa – Oficer (Ofițer);
- IV klasa – Kawaler (Cavaler);

od 1933 dodatkowo, nadawany bez limitów:
- Krzyż Honorowy Zasługi (Crucea de Onoare “Pentru Merit”), podzielony na dwie klasy.

Pierwsza wersja orderu z lat 1931-1947 miała wstęgę zieloną, z niebieskim paskiem pośrodku, a w przypadku własnoręcznej dekoracji przez króla – zieloną z dwoma niebieskimi paskami wzdłuż brzegów.

## Czasy obecne
Od kiedy order został restytuowany w 2000 roku Wielkim Mistrzem orderu jest aktualny Prezydent Rumunii, odznaczony na czas sprawowania swojej funkcji Łańcuchem Orderu Gwiazdy Rumunii specjalnego wykonania, a także Krzyżami Wielkimi specjalnego wykonania w złocie Orderu Wiernej Służby i Orderu Narodowego Zasługi.
Podział i limity:
- I klasa – Krzyż Wielki (Mare Cruce): 150 cywilów i 50 wojskowych;
- II klasa – Wielki Oficer (Mare Ofițer): 300 cywilów i 100 wojskowych;
- III klasa – Komandor (Comandor): 675 cywilów i 225 wojskowych;
- IV klasa – Oficer (Ofițer): 1500 cywilów i 500 wojskowych;
- V klasa – Kawaler (Cavaler): 3000 cywilów i 1000 wojskowych;

dodatkowo, powiązany z orderem:
- Medal Narodowy Zasługi (Medalia Națională Pentru Merit):
  - I Klasy (Clasa I): 2000 cywilów i 400 wojskowych;
  - II Klasy (Clasa a II-a): 4000 cywilów i 800 wojskowych;
  - II Klasy (Clasa a III-a): bez limitów.

Obecne wstęgi i wstążki orderu posiadają dwie odmiany: pokojową (szara, z czarnymi paskami wzdłuż bocznych krawędzi) i wojenną (szara, z czarnymi paskami i złotymi krawędziami), a także wstążkę dla medali (szara, z dwoma czarnymi paskami wzdłuż bocznych krawędzi i jednym pośrodku).
| Klasy     | Nazwa polska  | Nazwa rumuńska | Baretka wojskowa | Baretka wojenna |
| I klasa   | Krzyż Wielki  | Mare Cruce     |                  |                 |
| II klasa  | Wielki Oficer | Mare Ofițer    |                  |                 |
| III klasa | Komandor      | Comandor       |                  |                 |
| IV klasa  | Oficer        | Ofițer         |                  |                 |
| V klasa   | Kawaler       | Cavaler        |                  |                 |
|           | Medal         | Medalia        |                  |                 |

Za zasługi cywilne order przyznawany jest bez mieczy, za zasługi wojskowe – z mieczami nad odznaką, a za zasługi wojenne – z mieczami podłożonymi pod odznakę.